# Paroisse de Sønder Nissum
La paroisse de Sønder Nissum est une paroisse du diocèse de Ringkøbing.
Dans les années 1800, la paroisse de Sønder Nissum était une annexe de la paroisse de Husby. Les deux paroisses appartenaient à Ulfborg Herred dans le comté de Ringkøbing. Malgré l’annexion, les deux étaient des municipalités paroissiales indépendantes. Lors de la réforme municipale de 1970, Husby et Sønder Nissum ont été incorporés dans la municipalité d’Ulfborg-Vemb, qui a été incluse dans la municipalité de Holstebro lors de la réforme structurelle de 2007.
Le nombre d’habitants est de 740 en 2024, dont 641 membres de l’Église nationale danoise

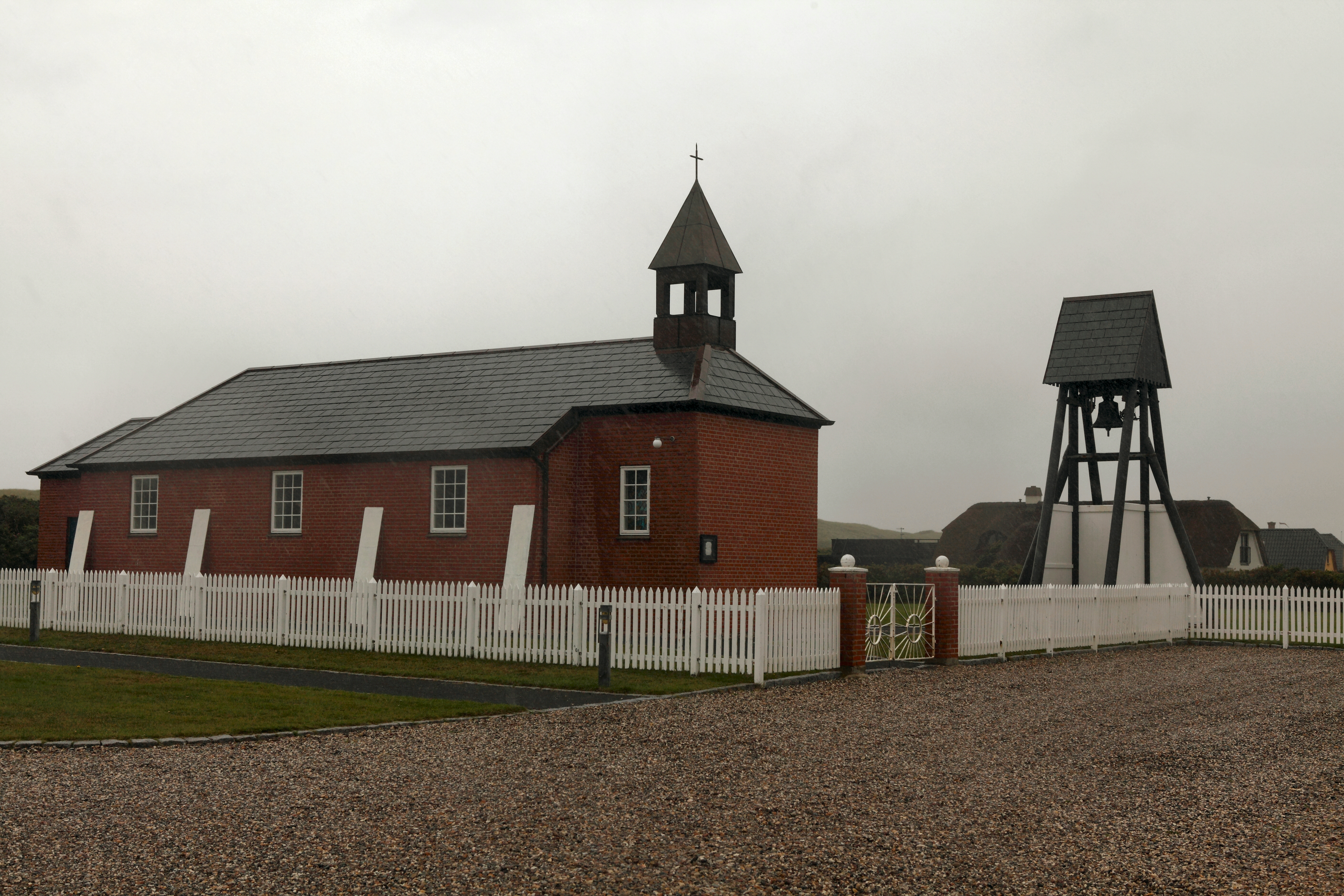
L’église de Thorsminde

Dans la paroisse de Sønder Nissum, on trouve l’église de Sønder Nissum, datant d’environ 1250, et l’église de Thorsminde datant de 1890.
Dans la paroisse, il y a les lieux suivants :
- Annekspræstegårde (établissement)
- Bjerghuse (village)
- Felsted (village)
- Felsted Odde (région)
- Fjand Grønne (région)
- Fjand Gårde (village)
- Fjand Huse (village)
- Fjandø (région)
- Gadegård (village)
- Gjelstrup (village)
- Glistrup (village)
- Harbogårde (village)
- Husby Klitplantage (région)
- Illeborg (village)
- Klem (village)
- Kær (village)
- Neder Torup (village)
- Nørhede (village)
- Nørre Fjand (village)
- Ovenbjerg (région)
- Over Torup (village)
- Pilgård (village)
- Ravnsbjerg (village)
- Sittrup (village)
- Svejdal (village)
- Sønder Nissum (propriétaire)
- Sønder Nissum Kirkeby (village)
- Sønderby (village)
- Thorsminde (village)
- Udstrup Plantage (village)
- Vang (village)